# Corinna grandis
Corinna grandis is een spinnensoort uit de familie van de loopspinnen (Corinnidae).
De wetenschappelijke naam van de soort werd in 1898 als Lausus grandis gepubliceerd door Eugène Simon.